# Vuelta a España 1962
Die 17. Vuelta a España wurde in 17 Abschnitten und 2815 Kilometern vom 27. April bis zum 23. Mai 1962 ausgetragen und vom deutschen Rudi Altig gewonnen, der auch die Punktwertung für sich entscheiden konnte, die Bergwertung gewann Antonio Karmany.

## Etappen
| Etappe | von           | nach          | km       | Gewinner                | Maillot amarillo |
| ------ | ------------- | ------------- | -------- | ----------------------- | ---------------- |
| 1      | Barcelona     | Barcelona     | 90       | Antonio Barrutia        | Antonio Barrutia |
| 2      | Barcelona     | Tortosa       | 185      | Rudi Altig              | Rudi Altig       |
| 3      | Tortosa       | Valencia      | 188      | Nino Defilippis         | Rudi Altig       |
| 4      | Valencia      | Benidorm      | 141      | Seamus Elliott          | Seamus Elliott   |
| 5      | Benidorm      | Benidorm      | 21 (MZF) | Saint-Raphael           | Seamus Elliott   |
| 6      | Benidorm      | Cartagena     | 152      | Jean Graczyk            | Seamus Elliott   |
| 7      | Murcia        | Almería       | 223      | Rudi Altig              | Rudi Altig       |
| 8      | Almería       | Málaga        | 220      | Jean-Claude Annaert     | Rudi Altig       |
| 9      | Málaga        | Córdoba       | 193      | Antonio Gómez del Moral | Seamus Elliott   |
| 10     | Valdepenas    | Madrid        | 210      | Ab Geldermans           | Seamus Elliott   |
| 11     | Madrid        | Valladolid    | 189      | Jean Stablinski         | Seamus Elliott   |
| 12     | Valladolid    | Logrono       | 232      | Ernesto Bono            | Seamus Elliott   |
| 13     | Logrono       | Pamplona      | 191      | Jean Graczyk            | Seamus Elliott   |
| 14     | Pamplona      | Bayonne       | 149      | Jean Graczyk            | Seamus Elliott   |
| 15     | Bayonne       | San Sebastian | 82 (EZF) | Rudi Altig              | Rudi Altig       |
| 16     | San Sebastian | Vitoria       | 177      | Jean Graczyk            | Rudi Altig       |
| 17     | Vitoria       | Bilbao        | 172      | José Segu               | Rudi Altig       |

## Endergebnisse
| \| Gesamtwertung \| Gesamtwertung \| Gesamtwertung \| Gesamtwertung \| Gesamtwertung \| \| Fahrer \| Fahrer \| Land \| Team \| Zeit \| \| ------------- \| ------------------- \| ------------- \| -------------------------------- \| ---------------- \| \| 1. \| Rudi Altig \| Deutschland \| Saint-Raphaël-Helyett-Hutchinson \| 78 h 35 min 27 s \| \| 2. \| José Pérez Francés \| Spanien \| Ferrys \| + 7 min 14 s \| \| 3. \| Seamus Elliott \| Irland \| Saint-Raphaël-Helyett-Hutchinson \| + 7 min 17 s \| \| 4. \| Miguel Pacheco \| Spanien \| Kas \| + 10 min 21 s \| \| 5. \| Francisco Gabica \| Spanien \| Kas \| + 10 min 21 s \| \| 6. \| Jean Stablinski \| Frankreich \| Saint-Raphaël-Helyett-Hutchinson \| + 17 min 07 s \| \| 7. \| Michel Stolker \| Niederlande \| Saint-Raphaël-Helyett-Hutchinson \| + 17 min 57 s \| \| 8. \| Fernando Manzaneque \| Spanien \| Licor 43 \| + 18 min 13 s \| \| 9. \| Eddy Pauwels \| Belgien \| Wiel's-Groene Leeuw \| + 19 min 55 s \| \| 10. \| Ab Geldermans \| Niederlande \| Saint-Raphaël-Helyett-Hutchinson \| + 20 min 23 s \| |                     |             |                                  |                  |
| |                     |             |                                  |                  |
| |                     |             |                                  |                  |
| Gesamtwertung |                     |             |                                  |                  |
| Fahrer | Fahrer              | Land        | Team                             | Zeit             |
| 1. | Rudi Altig          | Deutschland | Saint-Raphaël-Helyett-Hutchinson | 78 h 35 min 27 s |
| 2. | José Pérez Francés  | Spanien     | Ferrys                           | + 7 min 14 s     |
| 3. | Seamus Elliott      | Irland      | Saint-Raphaël-Helyett-Hutchinson | + 7 min 17 s     |
| 4. | Miguel Pacheco      | Spanien     | Kas                              | + 10 min 21 s    |
| 5. | Francisco Gabica    | Spanien     | Kas                              | + 10 min 21 s    |
| 6. | Jean Stablinski     | Frankreich  | Saint-Raphaël-Helyett-Hutchinson | + 17 min 07 s    |
| 7. | Michel Stolker      | Niederlande | Saint-Raphaël-Helyett-Hutchinson | + 17 min 57 s    |
| 8. | Fernando Manzaneque | Spanien     | Licor 43                         | + 18 min 13 s    |
| 9. | Eddy Pauwels        | Belgien     | Wiel's-Groene Leeuw              | + 19 min 55 s    |
| 10. | Ab Geldermans       | Niederlande | Saint-Raphaël-Helyett-Hutchinson | + 20 min 23 s    |

| Punktewertung | Punktewertung      | Punktewertung | Punktewertung                    | Punktewertung |
| Fahrer        | Fahrer             | Land          | Team                             | Punkte        |
| ------------- | ------------------ | ------------- | -------------------------------- | ------------- |
| 1.            | Rudi Altig         | Deutschland   | Saint-Raphaël-Helyett-Hutchinson | 143 P.        |
| 2.            | Seamus Elliott     | Irland        | Saint-Raphaël-Helyett-Hutchinson | 256 P.        |
| 3.            | José Pérez Francés | Spanien       | Ferrys                           | 281 P.        |

| Bergwertung | Bergwertung     | Bergwertung | Bergwertung | Bergwertung |
| Fahrer      | Fahrer          | Land        | Team        | Punkte      |
| ----------- | --------------- | ----------- | ----------- | ----------- |
| 1.          | Antonio Karmany | Spanien     | Kas         | 59 P.       |
| 2.          | José Segú       | Spanien     | Kas         | 44 P.       |
| 3.          | Julio Jiménez   | Spanien     | Faema       | 42 P.       |

| Mannschaftswertung | Mannschaftswertung               | Mannschaftswertung | Mannschaftswertung |
| Team               | Team                             | Land               | Zeit               |
| ------------------ | -------------------------------- | ------------------ | ------------------ |
| 1.                 | Saint-Raphaël-Helyett-Hutchinson | Frankreich         | 235 h 23 min 16 s  |